# Malmö Roddklubb

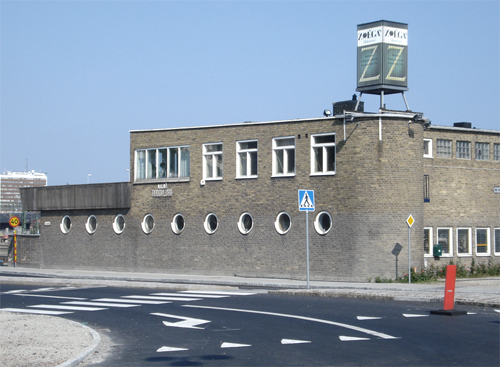
Båthuset vid Slussplan.

Malmö Roddklubb är en roddklubb i Malmö, bildad 1883, och har båthus vid Slussplan. Detta läge ger klubben direkt tillgång till Malmös kanaler och hamn.
Vid de olympiska sommarspelen i Stockholm 1912 hade klubben (under namnet "Roddklubben af 1912") två roddare och en styrman i laget för inriggad fyra. I denna klass tog Sverige hem silvermedaljen och deltagarna från Malmö var roddarna Herman Dahlbäck och Ture Rosvall och styrmannen Wilhelm Wilkens. Vid OS 1912 deltog klubben även med fem roddare i den åtta med styrman som kom på femte plats. Henrik Nilsson var med i Sveriges scullerfyra vid OS i Atlanta 1996 och slutade på en sjätteplats.
Byggnaden som klubben huserar i är kulturmärkt.

## Lunds universitets roddklubb (LURK)
Denna klubb grundades 1992. Den består av studenter och universitetsanställda vid Lunds universitet. Den är en del av Malmö roddklubb, och ror på kanalen i Malmö. 
LURK deltar i den årliga Universitetskapprodden mot UARS. LURK har även varit framgångsrikt vid student-SM i rodd. LURK arrangerar varje år tävlingen Kanalen runt, där alumner och nuvarande medlemmar tävlar mot varandra i kapprodd runt kanalen i Malmö.